# 得尔斯吐淖日
得尔斯吐淖日，是位于中国内蒙古自治区呼伦贝尔市陈巴尔虎旗鄂温克苏木西北的一个湖泊。其位置约在东经119°18′，北纬49°58′。该湖是咸水湖。得尔斯吐淖日在蒙古语中的意思是有芨芨草的湖。